# 近鉄1400系電車
近鉄1400系電車（きんてつ1400けいでんしゃ）とは、近畿日本鉄道（近鉄）が1981年に導入した一般車両（通勤形電車）の一系列である。省エネルギー車として界磁チョッパ制御を採用し、4両編成で大阪線系統用に投入された。
本項では2両ユニットの1200系電車（2代）及び1200系のワンマン対応車である1201系電車、3両編成仕様の2050系電車、南大阪線系統用の6600系電車についても記述する。

## 概要
1970年代後半当時、近鉄においても省エネルギーに優れた一般車を投入する計画が登場し、電機子チョッパ制御を採用した3000系を奈良線・京都線に試験投入した。しかし、3000系は製造コストが高かったため、製造コストを低く抑えつつ高速運転に適した界磁チョッパ制御車の開発が進められ、1981年に界磁チョッパ制御車の1400系が大阪線、8810系が奈良線系統に投入された。
1400系ほか大阪線・名古屋線用車は8810系ほか奈良線・京都線用と車体幅が異なり、奈良線・京都線用が裾絞りのある広幅なのに対し、大阪線・名古屋線用では狭幅で側面に裾絞りがなく直立している。

なお、名古屋線の一般車両については車体塗装を近鉄標準カラーの赤色から伊勢志摩カラーの青色に塗り替える予定であり、本編成も対象となる。

## 構造

### 車体
車体は断面形状を大きく変更され、肩部のRを小さくして切妻に近い断面となり、軽量化が図られた。前面も従来車とは大幅に変更して、窓上部の前照灯の周りにはステンレスの飾り板が付けられ、通過標識灯・尾灯も新型のものに変更されている。このデザインはシリーズ21の登場まで長らく使われた。

### 車内
1401F - 1405Fでは当初チーク模様の壁面にマルーンの座席、ベージュ系の床だった。1984年製造の1407Fでは白を基調として天井はこもれび柄、壁面をサンドウェーブ柄としていた。1407Fではク1508にトイレを装備して製造された。

### 主要機器・性能
1C8M制御の三菱電機製界磁チョッパ制御装置と回生ブレーキおよび抑速ブレーキ併用電磁直通ブレーキを採用。主電動機は直流複巻整流子電動機のMB-3270-Aを装備し、出力は160kWで定格は340Vである。歯車比は4.72である。台車は両抱き踏面ブレーキ式のKD-88形を採用。パンタグラフは下枠交差型をモ1400形奇数車に2基搭載。
1401Fでは電動発電機・圧縮機共にク1500形奇数車に設置されていたが、1403F以降はク1500形偶数車に圧縮機を設置した。
性能面では、最高速度110km/hを確保している。

## 形式別概説

### 1400系
1400系は4両編成の大阪線用界磁チョッパ制御車で、1981年2月から1984年にかけて4編成16両が製造された。大阪上本町寄りからク1500形（奇数・Tc1）-モ1400形（奇数・M1）-モ1400形（偶数・M2）-ク1500形（偶数・Tc2）で4両編成を組成する。電算記号はFC (0番台) 。
本系列では増備過程で車体に違いがあり、1982年に登場した1403Fより車体の設計が見直され、軽量化している。1405F以降は製作当初から側面に方向幕を設置した。
2022年4月現在、1400系は1401F - 1405Fが高安検車区、1407Fが富吉検車区に配置されている。なお、2017年度までは全編成が高安検車区に配置されていた。

### 1200系
1982年に2両編成の名古屋線用界磁チョッパ車として1200系（2代目）1201F - 1210Fの10本が落成した。最終増備の1211F・1212Fの2本は大阪線用で、2430系と組み合わせた変則的な4両編成となった。
1200・1300番台の形式番号をもつ車両は過去に元・大阪電気軌道の1200形・1300形、現在の1000系の中で4両のみ冷房搭載車として製造された1200系があり、現存する車両は3代目ということになる。

#### 1200系2両編成車

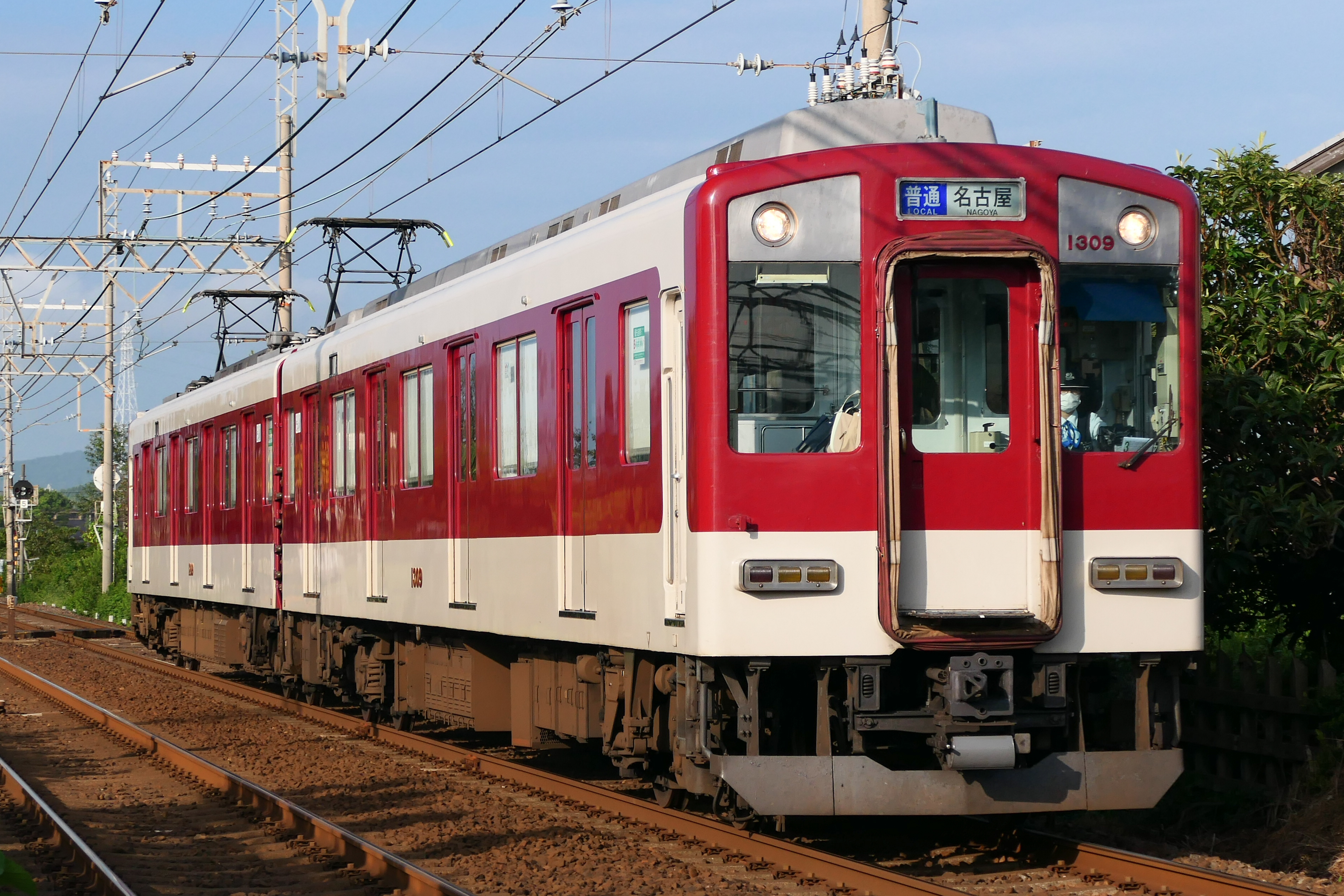
1201系1209F
（2023年9月20日 高田本山駅 - 白塚駅間）

当時2両編成で名古屋線系統のローカル運用に多用されていた2250系の代替を兼ねて1983年までに10編成20両が登場した。名古屋寄りからク1301形 (Tc) - モ1201形 (Mc) で2両編成を組成する。電算記号はRC (0番台) 。2019年4月現在の配置は明星検車区。
車体と車内設備は1400系に準じているが、1205F以降は製作当初から側面に方向幕が設置された。内装は当初チーク模様の壁面にマルーンの座席、ベージュ系の床であったが、1983年製造の1207F以降は白を基調として天井はこもれび柄、壁面をサンドウェーブ柄に変更された。
制御装置は1C4M制御の三菱電機製界磁チョッパ制御装置を採用、回生ブレーキ併用電磁直通ブレーキと抑速回生ブレーキを備え、主電動機は1400系のMB-3270Aを1C4M用に仕様変更したMB-3277ACを搭載し、定格は675Vである。集電装置はMc車に2基搭載された。また、補助電源装置の出力は70kVAである。
台車は1400系と同一設計のKD-88系台車であるが、1982年製の1202F - 1206Fのク1300形は2250系からインダイレクトマウント式空気ばね台車KD-78A（軸距2400 mm）を流用した。
2002年よりこのグループの全車にワンマン化改造が行われ、形式も1201系に変更された。

#### 1200系最終増備車

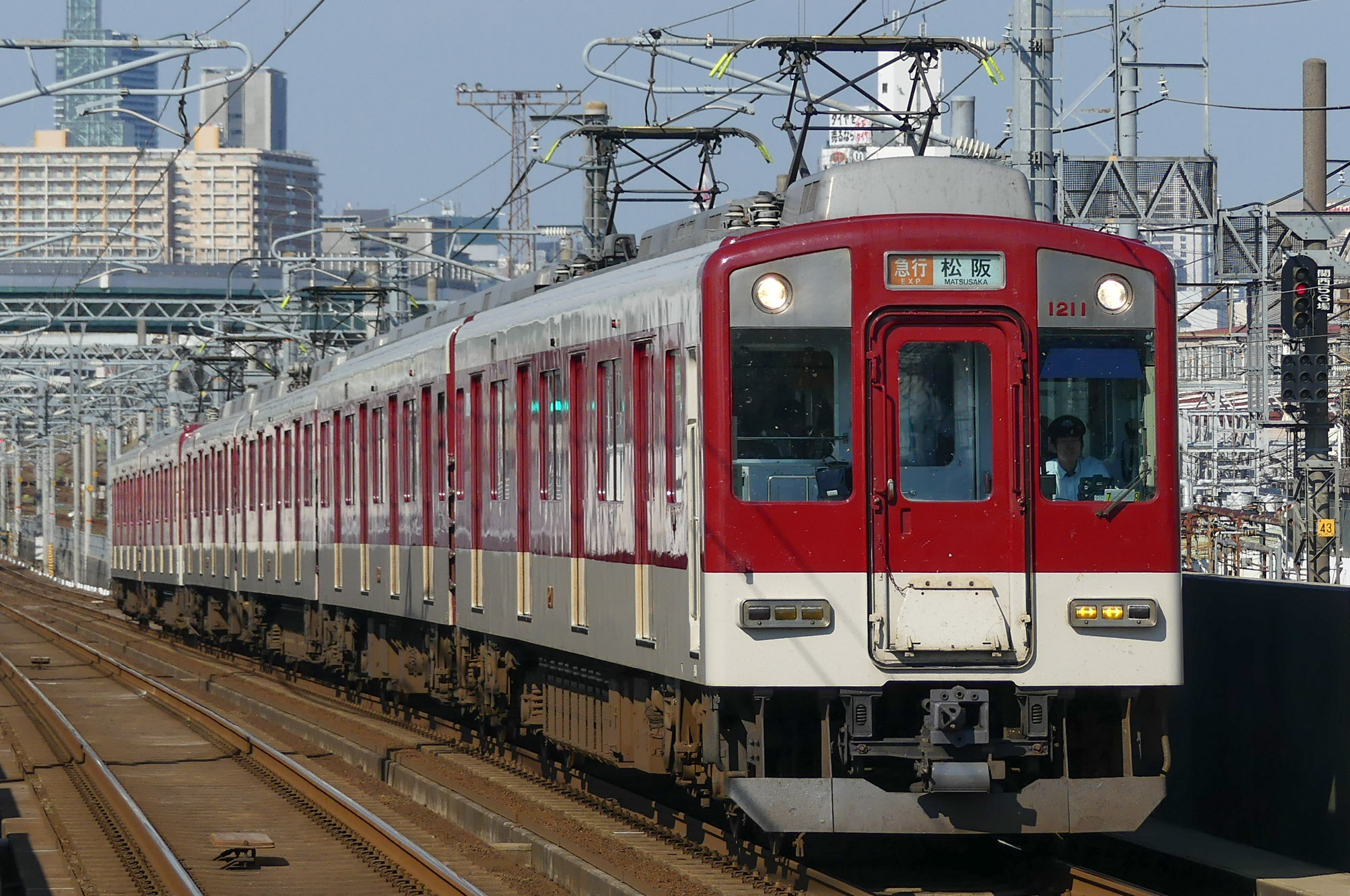
1200系1211F

1984年に登場した1200系最終増備車は名古屋・上本町寄りからサ1380形 - モ1200で登場し、サ1380形にトイレ（和式の貯蔵タンク式）を装備している。在来型の2410系・2430系の冷房化と同時に編成中で車体断面が大きく異なり、前後の正面形状が異なる名古屋・上本町寄りからク2590形 + モ2450形 + サ1380形 - モ1200形で4両固定編成を組成している。電算記号はFC92・FC93。
主電動機や台車、制御装置、歯車比、集電装置と補機類の配置は1201F - 1210Fと同一である。また、補助電源装置は1201系の出力70kVAから出力120kVAとなっている。1C4M（モーター4台制御）編成のため、回生ブレーキの有無を除けば、編成を組む2430系モ2450形と性能・運用面での不均衡はない。
基本編成の1201F - 1210Fがワンマン改造により1201系に改称されたため、これ以降はこの4両のみが正式形式を1200系と称する。

### 2050系

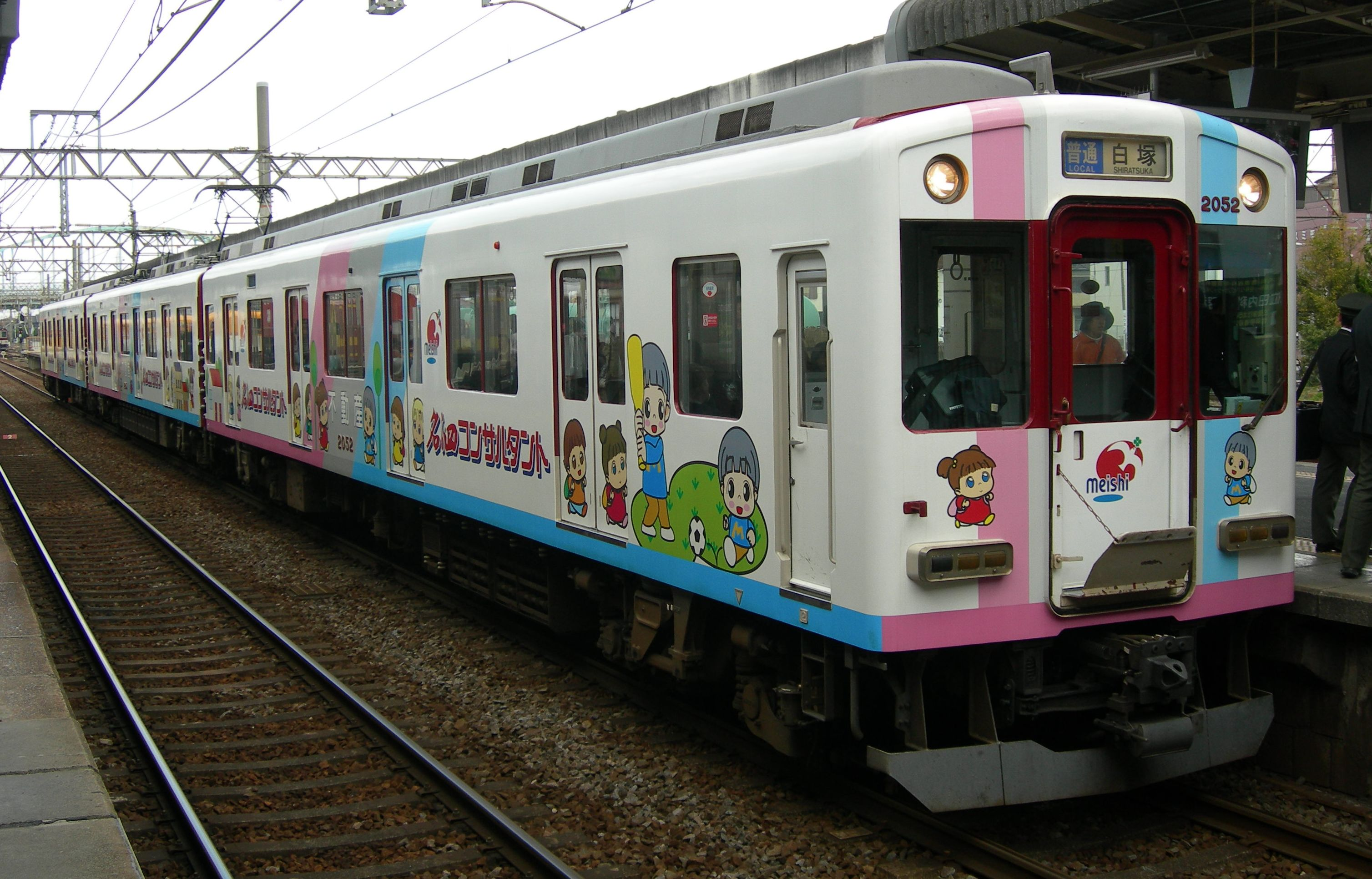
2050系2051Fアートライナー

大阪線から名古屋線に転用されていた2470系を置き換えるため、3両編成の界磁チョッパ制御車両として1983年に2050系が登場した。大阪・名古屋寄りからク2150形 (Tc) - モ2050形（奇数・M）- モ2050形（偶数・Mc2）で3両編成を組成する。2編成6両が製造された。電算記号はRC (RC51・52) 。
1200系とは異なりM - Mcでユニットを組成し、主電動機と制御装置、台車、歯車比、ブレーキ方式は1400系と同一である。車体と車内設備は1200系1207F以降に準じた新しい車内内装材デザインを採用した。全編成製作当初から側面に方向幕を設置している。

## 改造

### 車体更新
1400系は2001年から2003年にかけて車体更新が行われ、1405F以降に車内の内装材交換、1407Fに各車両車内連結側の車椅子スペース設置とトイレの洋式化・処理方式の真空式化も行われた。後年、1400系全編成に車体連結部の転落防止幌設置も行われた。
1200系のうち2両編成車は2001年から2004年にかけて1400系と同内容の車体更新が行われ、ワンマン化改造も同時施工されている。2430系と組む1200系最終増備車も2003年から2004年2月にかけて1400系1407Fと同内容の車体更新が行われた。
2050系も2002年に1200系1211Fと1212Fと同内容の車体更新が行われた。車椅子スペースは全車両にある。

### 1200系のワンマン化と形式変更（1201系）

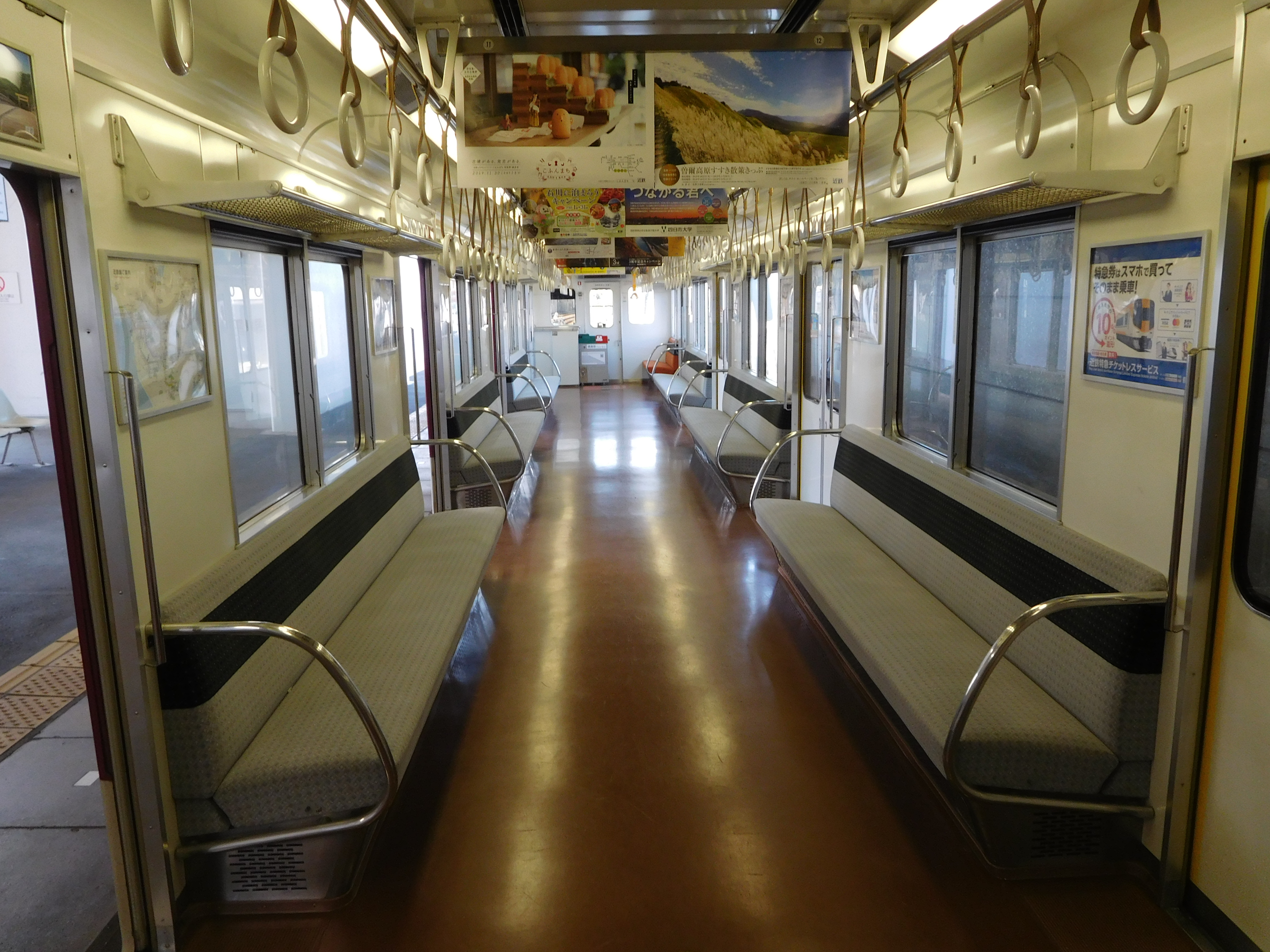
1201系の車内

1200系2両編成車は全編成で車体更新と同時に運賃箱設置と貫通扉上部の運賃表示器設置を中心とするワンマン運転対応改造も行われ、形式が1201系（モ1201形・ク1301形）に変更された。これにより、ク1300形が形式消滅した。
運賃表示機はデジタル式だったが、後に液晶式に交換された。なお、ワンマン表示については編成によって方向幕の「ワンマン普通○○」表示と電光式ワンマン表示器が混在している。また、ワンマン運転を行わない場合、運賃箱を運転席背後に収納できる仕組みになっている。

### 1200系ク1300形の台車交換
1200系1202F - 1206Fのク1300形は2250系で使用されていたKD-78A台車を流用していたが、2002年に2600系からの廃車発生品のダイレクトマウント式空気ばね台車KD-66C（軸距2150 mm）に交換された。

### B更新
1400系は2020年にB更新が開始され、全車が更新済みである。主な改造内容は、座席中央部のスタンションポールの設置、前照灯のLED化、内装が灰色系の壁面に、妻面と扉間の客室側が黒系のデザインを採用している。また、この際に1回目の更新で車椅子スペースがなかった車両に設置が行われた。設置位置は両先頭車を基本としているが、2022年現在、一部編成において、全車両に設置されている。また、トイレを装備する1407Fはトイレ内の内装、付帯設備の改修も行われた。
1200系列では2020年から2022年にかけて、2両編成の1201系にB更新が施工された。主な改造内容は、座席中央部のスタンションポール設置、一部編成の前照灯をLED化、内装が灰色系の壁面に、妻面と扉間の客室側が黒系のデザインを採用している。また、この際に1回目の更新で車内連結側の車椅子スペース設置が行われなかった1201F - 1208Fにも行われた。設置位置はク1301形の連結部寄りである。
2430系と組む1200系最終増備車も2020年よりB更新が開始された。また、この更新で車椅子スペースがサ1380形、モ1200形に設置された。また、トイレが洋式化され、合わせてトイレの内装、付帯設備の改修も行われた。
2050系でも2023年には2回目の更新が行われ、全編成に施工された。壁面は灰色系を中心に、ドアの内側と妻面は黒系の柄入りとしている。座席の中央部に手すりが付き、床材は濃茶色に交換された他、出入り口付近では注意喚起として黄色が添えられた。

## 運用

### 大阪線
1400系1401F - 1405Fは主に大阪上本町駅 - 青山町駅間で快速急行から普通まで単独4両編成及び他車併結の6両 - 10両編成で幅広く運用されているが、ダイヤ混乱時には青山町駅以東でも運用される。1407Fは登場時から2017年度にかけて大阪線で使用され、2610系（ロングシート車）および2800系2817Fと共通運用で、上記の高安検車区所属編成による運用のほかに快速急行や急行で鳥羽駅に乗り入れていた。2610系（ロングシート車）と異なり、鮮魚列車の代走には起用された実績はない。
登場時の2050系は1480系や2430系などの冷房化と車体更新の関係で大阪線上本町駅 - 青山町駅間を中心に運用されていたが、1990年 - 1991年に高安検車区から富吉検車区に転属した。
2430系と組む1200系最終増備車は登場時から2001年度にかけて大阪線（高安検車区所属）で使用され、上本町駅（現・大阪上本町駅） - 青山町駅間の普通列車を中心に乙特急より停車駅が少ない臨時列車「高速・伊勢志摩号」に使用されることもあった。
2002年に1200系1211F・1212F、2018年に1400系1407Fが富吉検車区に転属した。

### 名古屋線

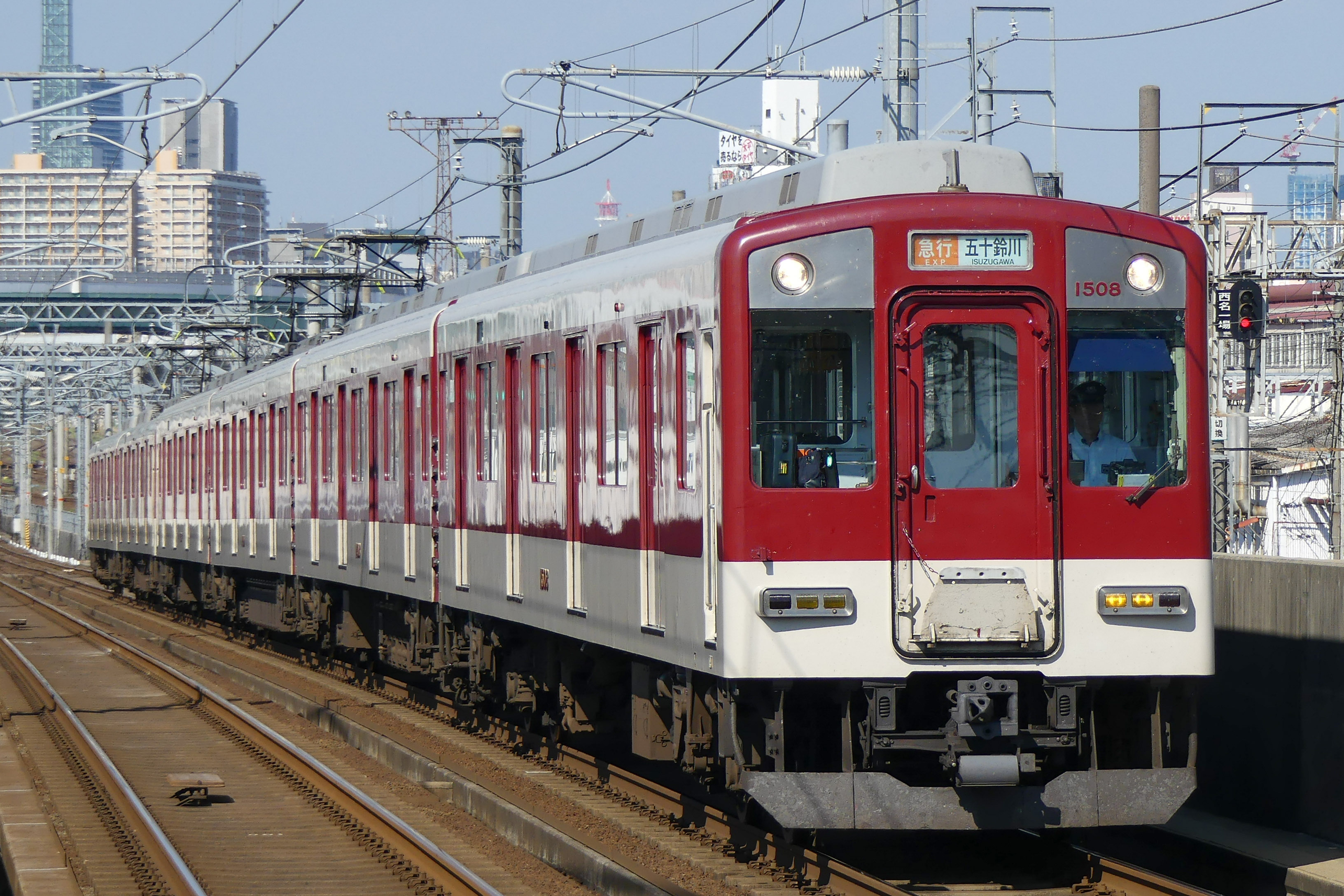
1400系1407Fの名古屋線急行（2018年）

1200系2両編成車は登場時から名古屋線を中心に運用されており、快速急行・急行の増結編成として大阪線でも運用されていた。ワンマン運転対応改造後の数年間は名古屋線白塚駅・山田線宮町駅 - 志摩線賢島駅間の運用が多かったが、ワンマン運転対応編成が増備された2008年のダイヤ変更以降は名古屋線の準急・普通列車（車掌乗務）、急行の増結車運用も増加している。
大阪線で使用されていた1200系最終増備車は2002年度から名古屋線（富吉検車区所属）で使用されており、2610系2617Fおよび2610系・2800系改造L/Cカー1400系1407F、5800系5812Fと共通運用で、他形式の2両編成車と併結した6両編成で近鉄名古屋駅 - 鳥羽駅間の急行を中心に運用されている。繁忙期には団体貸切列車として志摩線などの定期運用が無い線区にも入線することがある。特に2009年以降は志摩線活性化の一環として「ペンギン列車」、「サイクルトレイン」といった臨時・団体貸切列車として志摩線へ乗り入れる機会が多くなっている。
1991年より名古屋線で運用されていた2050系は、2012年3月20日付で明星検車区に所属変更された。2019年4月現在は明星検車区に配置され、主に名古屋線の準急・普通列車を中心に運用されている。
1407Fは2018年度から名古屋線で使用されており、2610系2617Fおよび2610系・2800系改造L/Cカー、1200系1211F・1212F、5800系5812Fと共通運用で、他形式の2両編成車した6両編成で近鉄名古屋駅 - 鳥羽駅間の急行を中心に運用されている。

## アートライナー
- 1403F：大阪経済法科大学（2005年5月 - 2007年6月）
- 1202F：三十三銀行（2025年3月 - ）
- 2051F：名泗コンサルタント（2005年9月 - 2008年10月）→  名泗コンサルタント[3]（2008年11月 - 2012年9月）→  三十三銀行（2025年3月 - ）
- 2053F：名泗コンサルタント（2005年7月 - 2009年2月）

## 6600系
1983年に登場した2両編成の界磁チョッパ制御車で、南大阪線系統（道明寺線・御所線単独運用）最後の釣掛車6411形および経年を迎えた6800系の置き換え目的で4編成8両が製作された。阿部野橋寄りからク6700形 (Tc) - モ6600形 (Mc) で2両編成を組成する。電算記号はFT。2019年4月1日現在、配置検車区は古市検車区。

### 車体
車体や車内設備は他線区の界磁チョッパ車に準じており、車体の側面と屋根の連結部を約176mm上げてる他、屋根につなぐ局面の半径を350mmから200mmにしたことと合わせて、屋根に続く車体の肩の部分がつり上がった印象を持たせている。また、増備途中で車体設計の見直しが行われ、当初から設計変更された車体を採用している。
車内化粧板はサンドウェーブ柄、天井化粧板にこもれび柄を採用し、座席は8800系から改良され、背もたれの厚みや座面の高さ、角度を変え、座り心地を改善している。また、座席の色はワインレッド(優先席は紫系)の他、後に灰色(優先席はオレンジ)をベースとして背もたれに黒のラインを入れた柄に交換した車両も存在する。なお、灰色系座席の車両では、優先席が増設された。

### 主要機器
台車はMc車にKD-90形、Tc車にKD-90A形を採用した。
主電動機は150kWの角形複巻電動機MB-3287形(端子電圧750V)を装備したため、M台車の車輪径を910mmと大きくしている。歯車比は6.20 (93:15) となっている。MG、CPはTc車に集中設置。
制御装置は日立製作所製で、GTO素子を使用したMMC-HTR-10Eを搭載。集電装置はPT-48形をMc車に2基設置。補助電源装置は、8600系8619Fで試用されたサイリスタMGと呼ばれるブラシレス式の電動発電機を採用し、保守の省力化を図っている。6600系は編成が短いため、出力75kVAタイプを使用している。
南大阪線は長距離連続勾配区間が少ないため他車同様に抑速制動は搭載しておらず、パターンは力行と停止用回生制動のみである。ブレーキ方式は電磁直通ブレーキを踏襲し、連結する車種を問わない。また、最高速度から20km/hの範囲で回生ブレーキが動作する。

### 改造

#### 車体更新
2001年から2003年にかけて2050系と同内容の車体更新が行われ、この際に内装も変更されて壁面を灰色系とし、床は茶色系の砂目模様としている。これは同時期に更新された他の形式と同様の更新内容であり、その他6602F以降に車体連結部の転落防止幌および車内連結側の車椅子スペース設置が行われた。

#### B更新
2020年から2022年にかけて2回目の更新が行われ、全編成に施工された。壁面は灰色系を中心に、ドアの内側と妻面は黒系の柄入りとしている。座席の中央部に手すりが付き、床材は濃茶色に交換された他、出入り口付近では注意喚起として黄色が添えられた。なお、6601Fはこの時に車椅子スペースが追設された。

### 運用
登場から現在まで、本系列や他形式併結の4両 - 8両編成で幅広く運用されている。南大阪線系統全域で運用されているが、ワンマン対応改造は行われておらず、道明寺線では運用されていない。